# Hacker

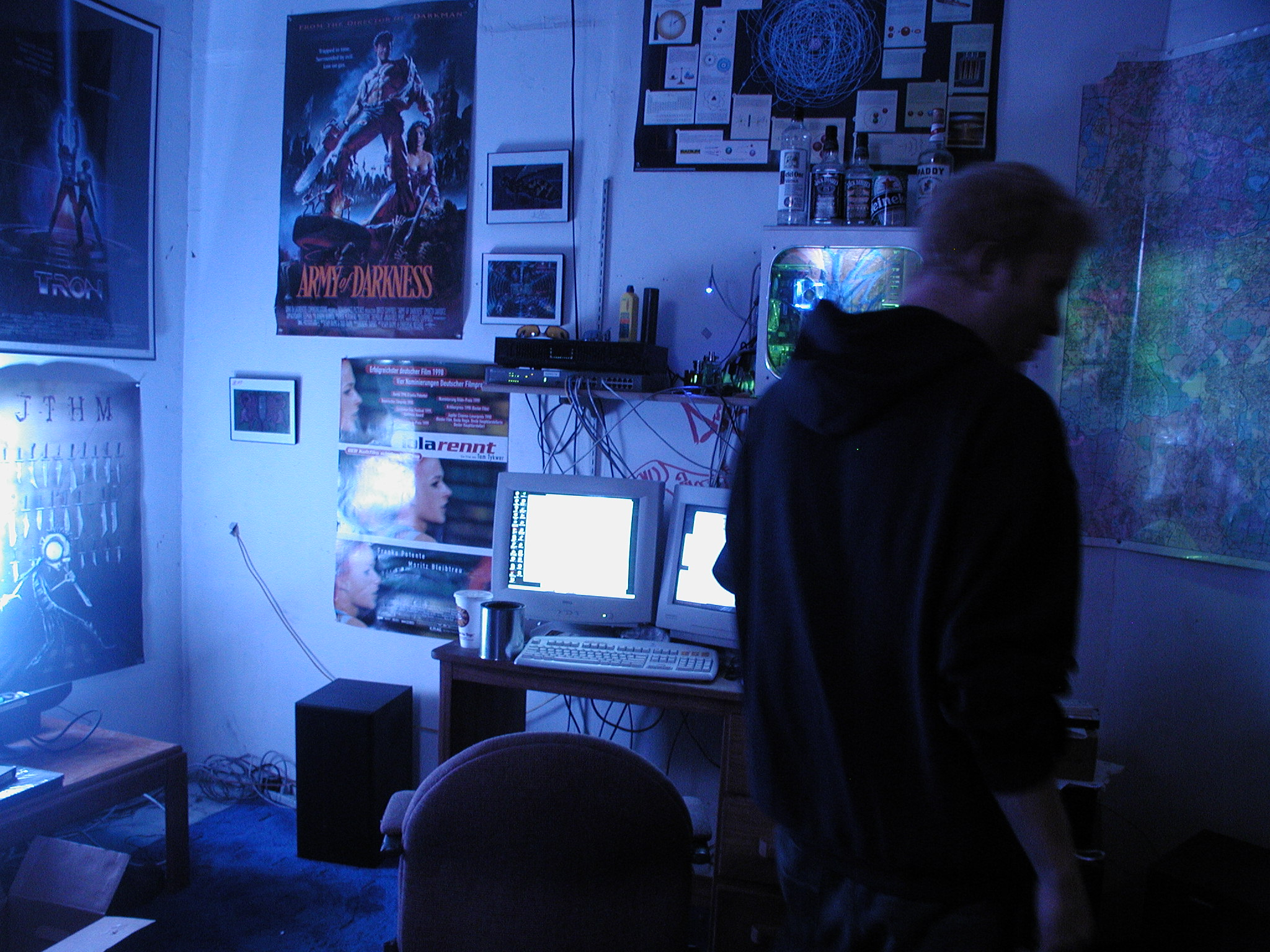
Al Sheedakim, um hacker

Em informática, hacker (AFI: /ʁakɚɹ/ ˈhæk,ər) é um indivíduo altamente dedicado a conhecer/modificar os aspectos mais internos de dispositivos tecnológicos, programas computacionais e, redes de computadores. Hackers podem ser motivados por uma infinidade de razões — como lucro, protesto, vaidade, curiosidade, patriotismo, espírito competitivo, coleta de informações, recreação ou para avaliar as vulnerabilidades do sistema e auxiliar na  defesas contra invasões em potencial. Hackers que usam seu conhecimento para fins ilegais são chamados crackers. Um hacker frequentemente obtém soluções e efeitos extraordinários que extrapolam os limites do funcionamento "normal" dos sistemas, como previstos pelos seus criadores; incluindo, por exemplo, contornar as barreiras que deveriam impedir o controle de certos sistemas e o acesso a certos dados.
O termo "háquer" é importado da língua inglesa é aportuguesado como ráquer, ou traduzido como decifrador (termo introduzido no Brasil na década de 2000 por empresas de informática.) Os verbos "hackear" e "raquear" normalmente descrevem modificações/manipulações não autorizadas em sistemas computacionais.
Hackers são necessariamente programadores hábeis, mas nem sempre disciplinados. Muitos são jovens, desde nível médio a pós-graduação. Por dedicarem muito tempo a pesquisa e experimentação, tendem a ter uma atividade social reduzida e se encaixar no estereótipo de nerd.
Muitos hackers compartilham informações e colaboram em projetos comuns, incluindo congressos, ativismo/ciberativismo e, criação de software livre, constituindo uma comunidade hacker com cultura, ideologia e motivações específicas. Outros trabalham para empresas, agências governamentais ou por conta própria. Hackers foram responsáveis por várias inovações importantes na computação, incluindo a linguagem de programação C e o sistema operacional Unix (Kernighan e Ritchie), o editor de texto emacs (Stallman), o sistema GNU/Linux (Stallman e Torvalds) e o indexador Google (Page e Brin). Hackers também revelaram muitas fragilidades em sistemas de criptografia e segurança, como urnas digitais (Gonggrijp e Haldeman), cédula de identidade com chip, discos Blu-ray, bloqueio de telefones celulares, etc.

## Etimologia

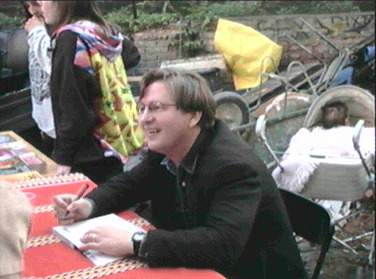
Bruce Sterling, autor de The Hacker Crackdown

Na língua inglesa, a palavra deriva do verbo to hack, que significa "cortar grosseiramente", como um machado ou um facão. Usado como substantivo, hack significa "gambiarra" — uma solução improvisada, mais ou menos original ou engenhosa.
O termo foi apropriado pelos modelistas de trens do Tech Model Railroad Club na década de 1950 para descrever as modificações que faziam nos relês eletrônicos de controle dos trens. Na década de 1960, esse termo passou a ser usado por programadores para indicar truques mais ou menos engenhosos de programação, como usando recursos obscuros do computador. Também foi usado por volta dessa época para manipulações dos aparelhos telefônicos com a finalidade de se fazer chamadas grátis.
O termo, pronunciado "háquer" com "h" expirado, é importado da língua inglesa e tem sido traduzido como decifrador — embora esta palavra tenha outro sentido — ou aportuguesado para ráquer. Os verbos "hackear" e "raquear" costumam ser usados para descrever modificações e manipulações não triviais ou não autorizadas em sistemas de computação.
O termo "decifrador" foi introduzido na década de 2000 por empresas de informática no Brasil, incluindo Microsoft, IBM e Google.

## Controvérsia sobre o nome
Há uma longa controvérsia sobre o verdadeiro significado do termo. Nesta controvérsia, o termo hacker é reivindicado por programadores de computador que argumentam que se refere simplesmente a alguém com um entendimento avançado de computadores e redes de computadores e que cracker é o termo mais apropriado para quem invade computadores, seja um criminoso de computador (chapéus pretos) ou um especialista em segurança de computadores (chapéus brancos). Um artigo de 2014 concluiu que "o significado do chapéu preto ainda prevalece entre o público em geral".
Por volta de 1990, com a popularização da internet fora das universidades e dos centros de pesquisa, alguns hackers passaram a usar seus conhecimentos para invadir computadores alheios. Por exemplo, em 1988, o estudante Robert Tappan Morris tirou proveito de uma falha pouco conhecida no protocolo de correio eletrônico Simple Mail Transfer Protocol para criar o primeiro "verme" da internet, um malware que invadiu milhares de computadores de maneira autônoma.[carece de fontes?]
Mesmo quando efetuadas apenas por diversão, estas invasões causavam grandes transtornos aos administradores e usuários dos sistemas. Como os invasores eram hackers, o termo adquiriu uma conotação negativa. Para diversas pessoas, hacker passou a significar "invasor de sistemas alheios". Muitos hackers honestos se ressentiram desta mudança de sentido:
| “                                 | Nós aqui no TMRC usamos o termo hacker só com o seu significado original, de alguém que aplica o seu engenho para conseguir um resultado inteligente, o que é chamado de hack. A essência de um hack é que ele é feito rapidamente e geralmente não tem elegância. Ele atinge os seus objetivos sem modificar o projeto total do sistema onde ele está inserido. Apesar de não se encaixar no design geral do sistema, um hack é, em geral, rápido, esperto e eficiente. O significado inicial e benigno se destaca do significado recente — e mais utilizado — da palavra hacker como a pessoa que invade redes de computadores, geralmente com a intenção de roubar ou vandalizar. Aqui no TMRC, onde as palavras hack e hacker foram criadas e são usadas com orgulho desde a década de 1950, ficamos ofendidos com o uso indevido da palavra para descrever atos ilegais. Pessoas que cometem tais coisas são mais bem descritas por expressões como 'ladrões', 'cracker de senhas' ou 'vândalos de computadores'. Eles, com certeza, não são verdadeiros hackers, já que não entendem os valores hacker. Não há nada de errado com o hacking ou em ser um hacker. | ” |
| — TMRC (Tech Model RailRoad Club) | |   |

Como parte deste esforço, hackers honestos propuseram o termo "cracker" para os seus colegas maliciosos. Em 2012, o sentido pejorativo de hacker ainda persiste entre o público leigo. Enquanto muitos hackers honestos usam esse nome com orgulho, outros preferem ser chamados de especialistas em segurança de dados, analistas de sistema ou outros títulos similares.

## Classificações
Vários subgrupos do submundo do computador com atitudes diferentes usam termos diferentes para se distinguirem uns dos outros ou tentam excluir algum grupo específico com o qual não concordam.
Eric Steven Raymond, autor do livro "New Hacker's Dictionary" (do inglês O Novo Dicionário do Hacker), defende que os membros do submundo do computador devem ser chamados de crackers. No entanto, essas pessoas se veem como hackers e até tentam incluir as visões de Raymond no que elas veem como uma cultura hacker mais ampla, uma visão que Raymond rejeitou duramente. Em vez de uma divisão entre um hacker e um cracker, eles enfatizam um espectro de categorias diferentes: chapéu branco, chapéu cinza, chapéu preto e script kiddie. Em contraste com Raymond, eles geralmente reservam o termo cracker para atividades mais maliciosas.
De acordo com Ralph D. Clifford, um cracker ou cracking é "obter acesso não autorizado a um computador a fim de cometer outro crime, como destruir informações contidas nesse sistema". Esses subgrupos também podem ser definidos pelo status legal de suas atividades.

## Jargão

Um "símbolo hacker" proposto por Eric S. Raymond

Muitos hackers/crackers de computadores costumam utilizar um conjunto de termos e conceitos específicos. Na década de 1980, esse jargão foi coletado em um arquivo, The Jargon File, posteriormente ampliado e editado por Eric Raymond em forma de livro.
O jargão hacker inclui termos para designar várias categorias:
- White hat ("chapéu branco"):[7] é um hacker que estuda sistemas de computação à procura de falhas na sua segurança, respeitando a ética hacker. Ao encontrar uma falha, o white hat normalmente a comunica em primeiro lugar aos responsáveis pelo sistema para que tomem as medidas cabíveis. Muitos white hat desenvolvem suas pesquisas como professores de universidade ou empregados de empresas de informática.
- Black hat ("chapéu preto"):[7] é sinônimo de cracker, um hacker que não respeita a ética hacker e usa seu conhecimento para fins criminosos.
- Grey hat ("chapéu cinza"):[7] é um hacker intermediário entre white hat e black hat. Por exemplo, um gray hat invade sistemas por diversão, mas evita causar danos sérios e não copia dados confidenciais.[20]
- Elite hacker ("hacker de elite"): é uma reverência dada apenas aos hackers exímios, o que se constitui como um elevado status dentro da comunidade hacker.
- Newbie ("novato"): muitas vezes abreviado como "NB", é o termo usado em sentido pejorativo para designar um hacker principiante.
- Blue hat ("chapéu azul"): é um hacker contratado por empresas para encontrar vulnerabilidades em seus sistemas antes dos lançamentos.[21]
- Lammer ou Lamer ("inepto"[22]): ou então script kiddie ("moleque de script"), é alguém que se considera hacker, mas é pouco competente e usa ferramentas de crackers para demonstrar seu suposto poder.
- Phreaker (combinação de phone com freak, que significa "maluco"): é um hacker especializado em telefonia, seja móvel ou fixa.
- Hacktivist ou "hacktivista": é um hacker que se envolve em ciberterrorismo ou usa suas habilidades para ajudar causas sociais, políticas, ideológicas ou religiosas.
- Nation States Professionals ("hackers a serviço do Estado"): são hackers contratados por governos e/ou agências de inteligência estatais, bem como unidades específicas de guerra cibernética. Com um grande poderio computacional ao seu dispor, os Nation States Professionals visam atacar virtualmente serviços, setores financeiros, infraestruturas tanto militares quanto civis, etc.[23]

A subcultura que evoluiu em torno dos hackers é muitas vezes referida como o computação subterrânea/obscura (do inglês: computer underground).

## Famosos
Fancy Bear (apt28): Fancy Bear — também conhecido como APT28, Pawn Storm, Sofacy Group, Sednit e STRONTIUM — é um grupo de espionagem cibernética. A firma de segurança cibernética CrowdStrike disse, com um nível médio de confiança, que está associada à agência de inteligência militar russa GRU. As empresas de segurança SecureWorks, ThreatConnect e Mandiant, de Fireeye, também disseram que o grupo é patrocinado pelo governo russo.